# Laura Theresa Alma-Tadema

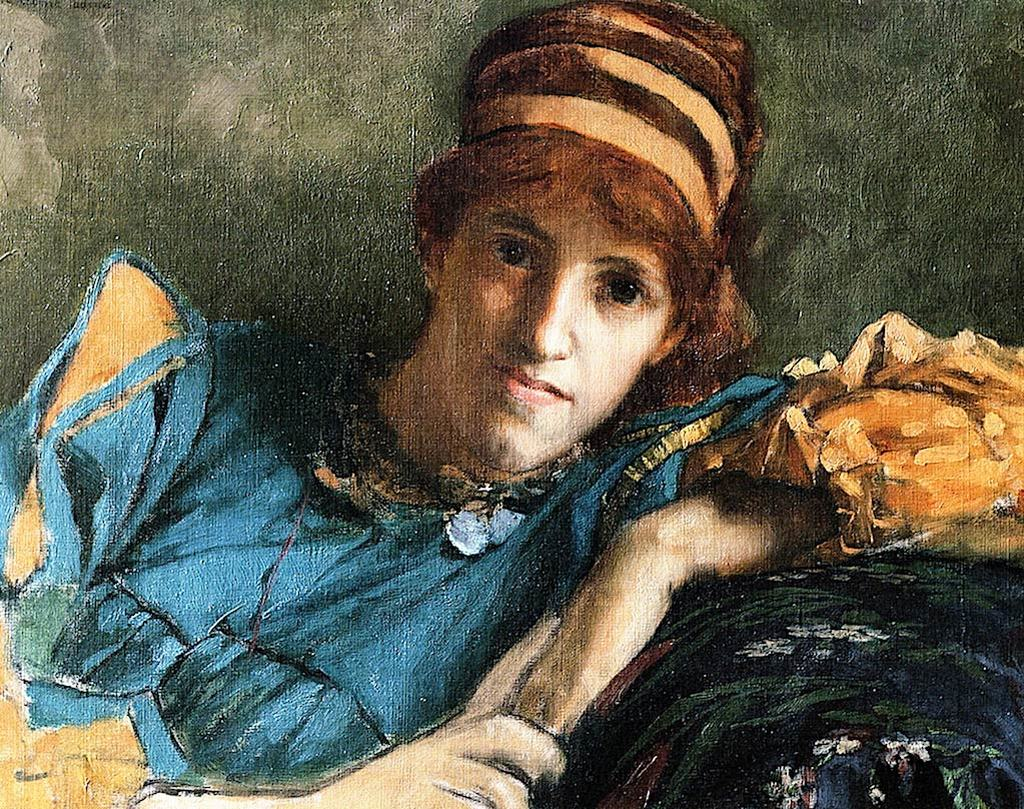
Lawrence Alma-Tadema, Porträt seiner Frau Laura Theresa Alma-Tadema, Öl auf Leinwand, um 1871

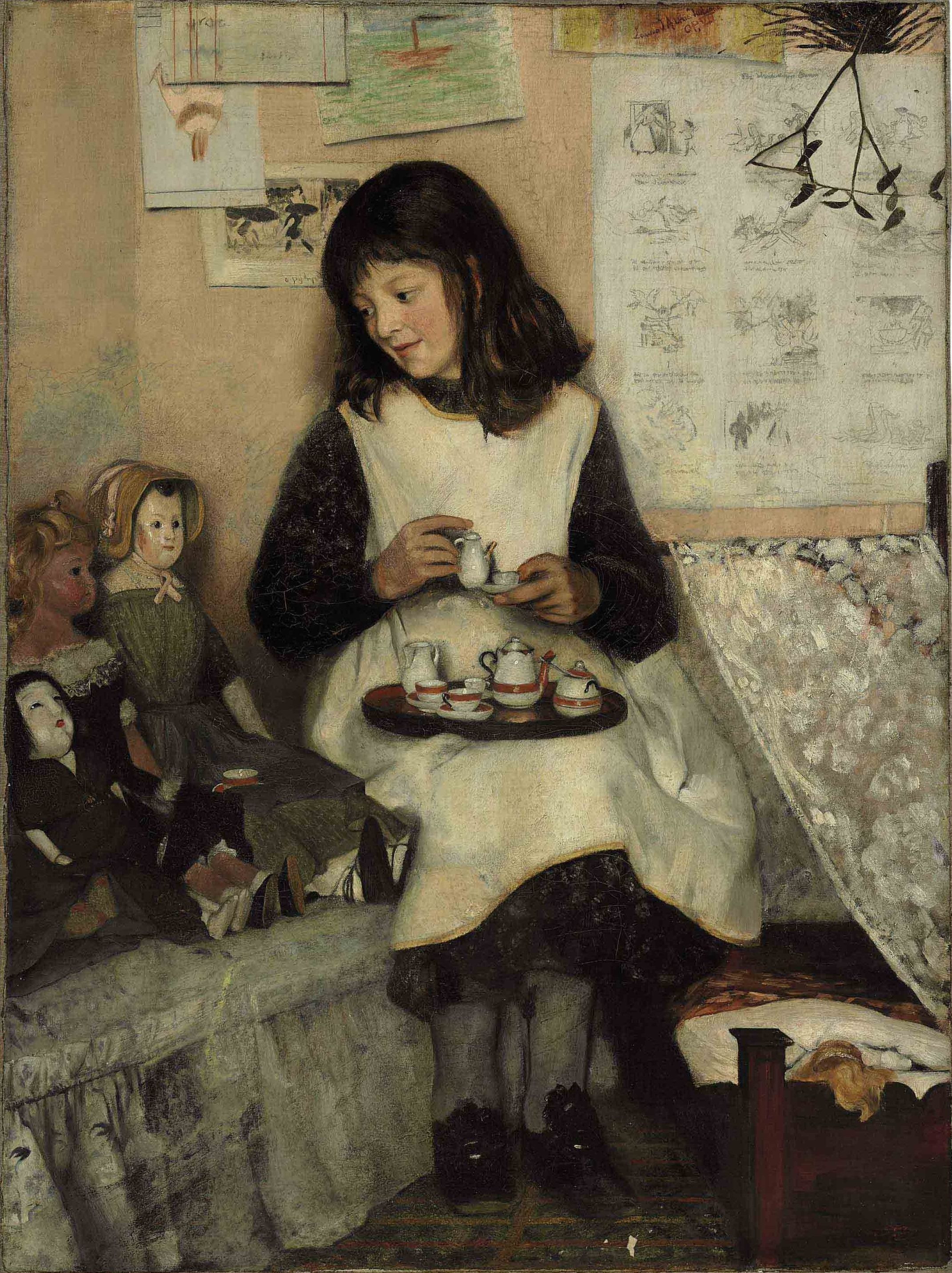
The tea party (ohne Jahr)

Laura Theresa, Lady Alma-Tadema, geborene Epps (* 16. April 1852 in London; † 15. August 1909 ebenda) war eine britische Malerin und Illustratorin. Heute weitgehend vergessen gehörte Alma-Tadema in ihrer Zeit zu den führenden Malerinnen der englischen Salonmalerei.

## Leben
Laura Theresa Epps war eine Tochter des britischen Arztes George Napoleon Epps, ihre beiden älteren Schwestern Emily und Ellen Epps waren ebenfalls bekannte Malerinnen. Durch den Präraffaeliten Ford Madox Brown lernte sie 1869 den niederländischen Maler und Witwer mit zwei Töchtern Lawrence Alma-Tadema (1836–1912) kennen, den sie 1871 heiratete, sie hatten keine weiteren Kinder. Lawrence Alma-Tadema wurde 1899 in Großbritannien zum Knight Bachelor geschlagen, und sie trug daher fortan den Höflichkeitstitel Lady Alma-Tadema. 
Seit 1873 stellte Alma-Tadema in der Royal Academy of Arts aus, 1878 folgt die Teilnahme an der Internationalen Ausstellung in Paris. Auch auf deutschen Ausstellungen war die britische Künstlerin seit 1881 regelmäßig vertreten. Neben der freien Kunst widmete sie sich außerdem der Gebrauchsgrafik und war als Illustratorin für The English Illustrated Magazine tätig. 1896 erhielt sie auf der Internationalen Kunstausstellung in Berlin eine kleine Goldmedaille. 
Ihre Gemälde finden sich heute in internationalen Museen, beispielsweise im Rijksmuseum Amsterdam und im Victoria and Albert Museum in London. Es sind vor allem die Werke klassischen Inhalts, die aufgrund ihrer stilistischen Verbundenheit mit ihrem Mann und Lehrer Lawrence Alma-Tadema oftmals zu Verwechslungen mit dessen Werken führen.